# Nunataki Veshki
Die Nunataki Veshki (englische Transkription von russisch Нунатаки Вешки Nunataki Weschki) sind eine Gruppe kleiner Nunatakker im ostantarktischen Mac-Robertson-Land. Sie ragen südöstlich der Nunataki Kroshki auf. 
Russische Wissenschaftler benannten sie. Der weitere Benennungshintergrund ist nicht überliefert.